# 特性多様体
特性多様体（とくせいたようたい、Characteristic variety）は、数論解析学におけるマイクロ微分演算子Pの多様体が、余接束における主記号Pの零点集合である代数多様体と同値であることを指す概念である。 特性多様体は、量子化接触変換に対して不変である。
複素数において零点の近傍では微分が困難であるため、多様体を定義することが易しくなかった。束の概念を援用したことで、（柱状の）代数多様体として定義できるようになった。量子力学において零点では波が発生しないことが知られ、量子宇宙論や複雑系で研究されている。また、特性多様体は、代数幾何学や可換代数においても一般的に定義され、 その基本定理によれば、特性多様体は対合を持つとされるが、位数2を含むさらなる一般化に向け、研究がなされている。